# Demorest
Demorest é uma cidade localizada no estado americano de Geórgia, no Condado de Habersham.

## Demografia
Segundo o censo americano de 2000, a sua população era de 1465 habitantes.
Em 2006, foi estimada uma população de 1745, um aumento de 280 (19.1%).

## Geografia
De acordo com o United States Census Bureau tem uma área de
6,0 km², dos quais 5,9 km² cobertos por terra e 0,1 km² cobertos por água.

## Localidades na vizinhança
O diagrama seguinte representa as localidades num raio de 16 km ao redor de Demorest.